# Marinka Lukšič Hacin
Marinka Lukšič Hacin, slovenska sociologinja, * 16. junij 1965.
Leta 1989 je diplomirala na Fakulteti za sociologijo, politične vede in novinarstvo (zdaj Fakulteta za družbene vede) Univerze v Ljubljani, kjer je leta 1994 zagovarjala magistrsko delo z naslovom Resocializacija in nacionalna identiteta; analiza izseljenskih situacij, leta 1998 pa je tam uspešno zagovarjala tudi doktorsko disertacijo z naslovom Multikulturalizem v migracijskih situacijah / Primer: švedski multikulturalizem in slovenski izseljenci. Mentor obeh je bil Stane Južnič. 
Leta 1989 se je zaposlila na Inštitutu za slovensko izseljenstvo ZRC SAZU. Od leta 1999 opravlja tudi funkcijo predstojnice Inštituta. 
Od leta 2004 je članica upravnega odbora ZRC SAZU, hkrati pa je tudi članica konzorcija in predavateljica na mednarodnem podiplomskem študiju MA Migration and Intercultural Relations.
Deluje predvsem na področju multikulturalizma, identitete, etničnih študij in migracij.